# Pick Withers
Pick Withers, noto anche come Pique Withers (pseudonimi di David Withers; Leicester, 4 aprile 1948), è un batterista britannico di formazione blues e jazz.

## Biografia
Fu conosciuto in Italia, quando era ancora giovanissimo, per aver fatto parte del complesso beat The Primitives negli anni sessanta. Tornato successivamente in patria dove suonò in alcune band blues locali e, di un certo rilievo, nella formazione di rock progressivo Spring (un album per la Neon/RCA nel 1971), Withers fu nel 1977 tra i fondatori della celebre rock band dei Dire Straits; il quartetto era completato da Mark Knopfler, con cui Pick aveva già suonato in un piccolo complesso blues, da David Knopfler (il fratello minore di Mark) e dal comune amico John Illsley.
Lo stile di Pick Withers era basato sul blues, proprio come quello di Mark Knopfler; si trattava di un modo poco appariscente di suonare la batteria, essendo caratterizzato prevalentemente da rapide combinazioni di rullante e hi-hat e quindi non convenzionale per il rock. In virtù di tali particolarità e della sua eccellente preparazione tecnica, Withers si affermò come uno dei batteristi più interessanti sulla scena musicale degli anni settanta e ottanta.
Nel 1982, dopo aver completato la registrazione dell'album Love over Gold con i Dire Straits, lasciò la band per passare più tempo con la propria famiglia, dedicandosi inoltre alla musica jazz. Venne sostituito dall'amico Terry Williams. Pick Withers ha suonato la batteria anche nell'album Slow Train Coming di Bob Dylan con Mark Knopfler alla chitarra.